# هاراچو (بوتان)
هاراچو (به لاتین: Harachu) یک منطقهٔ مسکونی در بوتان (کشور) است که در Wangdue Phodrang District واقع شده‌است.